# Rosaire Morin
Pour les articles homonymes, voir Morin.
Rosaire Morin (né à Saint-Honoré-de-Témiscouata le 2 septembre 1922 et mort à Montréal le 14 avril 1999) est un intellectuel nationaliste, puis indépendantiste québécois. Actif dans plusieurs mouvements pour la défense des droits des Canadiens français puis pour l'indépendance du Québec, il est l'organisateur principal des mouvements sociaux qui vont conduire à l'adoption du fleurdelisé comme drapeau du Québec en 1948, puis à la nationalisation de l'électricité en 1962. Il est pendant toutes les années 1960 la cheville ouvrière des États généraux du Canada français, qui se réunissent à Montréal entre 1967 et 1969. Il relance L'Action nationale à la fin des années 1980.
Dans la première moitié des années 1990, cette revue est la vitrine intellectuelle du mouvement indépendantiste. Après le référendum de 1995, il y lance une enquête choc sur l'exode de l'épargne québécoise hors du Québec et les conséquences de cette "déportation". Il associe toujours associé l'indépendance nationale et un projet social résolument social-démocrate. Il est épris de justice sociale tout autant que de liberté nationale.

## Biographie
Né en 1922 dans le Témiscouata, Rosaire Morin fait quelques années d'études classiques au séminaire de Rimouski. Il arrive à Montréal en 1941. 
En 1943, Morin est admis dans l’Ordre de Jacques-Cartier. Dite aussi «la Patente», cette société secrète dirigée surtout par des Franco-Ontariens est ramifiée dans des centaines de paroisses partout au Canada français. Cet organisme se dédie à la défense des droits des Canadiens français et à leur avancement social et professionnel. 
La même année, il devient président des Jeunesses laurentiennes, et le reste de 1943 à 1948. Pendant son mandat, une de ses actions consiste à engager les 144 groupes locaux du mouvement aux côtés d'autres organisations nationalistes dans une campagne visant à ce que le fleurdelisé devienne le drapeau du Québec,. Chose faite en 1948, par le premier ministre Maurice Duplessis. 
Chez les Jeunes Laurentiens, Morin trouve aussi sa compagne, Jeannine Demers. Lionel Groulx bénit leur mariage en 1947. Ils auront cinq enfants. Après son mariage, Morin commence à travailler dans l'assurance-vie à La Sauvegarde. Il occupera différents postes dans cette entreprise jusqu'en 1966. 
Au début des années 1960, l'Ordre de Jacques-Cartier compte 40 000 membres. Morin y devient président du Conseil métropolitain de Montréal en 1958 (plus du quart du total des membres, souvent des chefs de file, tels le maire Jean Drapeau ou le cardinal Paul-Émile Léger) et simultanément président du Conseil provincial du Québec à partir de 1960 (500 commanderies locales). C’est de là qu’il orchestre en 1962 la campagne de milliers de lettres qui poussent finalement le premier ministre Jean Lesage à surmonter le freinage des milieux d’affaires anglophones peu favorables à la nationalisation de l’hydroélectricité. De là, aussi, qu’avec d’autres "frères" québécois il réclame pour le Québec, défini comme patrie et État national des Canadiens français, le droit de réfléchir à son avenir politique. La proposition suscite des divisions telles au sein de l’Ordre que celui-ci, déjà en proie à d’autres difficultés, décide finalement de se saborder en 1965. Par ailleurs, en 1962, il fonde l'Ordre de Jean-Talon pour prendre la relève de l'Ordre de Jacques-Cartier, et en assume la direction durant les trois ans de son existence. 
Car dès la fin des années 1950, Rosaire Morin a laissé voir sa proximité avec la vision néo-nationaliste d’un Jean-Marc Léger, par exemple: sans laisser tomber les minorités françaises, il entreprend de recentrer le nationalisme autour de l’État québécois. Il souhaite l’intervention soutenue de celui-ci dans l’économie et la société. Tout comme Léger dans L'Action nationale dès 1954, Morin appelle très tôt par ailleurs à l’élaboration d’une véritable politique québécoise de sélection, d’intégration et de francisation des immigrants. Le "statut particulier" pour le Québec, dont on discute tant au début des années 1960, lui semble un marché de dupes. Il soutient plutôt René Lévesque dès que celui-ci met sur pied le Mouvement Souveraineté-Association en 1967.  Selon Gilles Rhéaume, Morin et les membres du défunt Ordre de Jacques-Cartier présents accueillent René Lévesque en triomphe lorsqu'il apparaît au balcon de la Place-des-Arts pendant la session des États généraux du Canada français de novembre 1967, alors que celui-ci vient de fonder le MSA. Proche de Lévesque, au contraire de François-Albert Angers, Morin n’adhérera pourtant jamais au Parti québécois : pour lui, la nation transcende tous les partis, et c’est à son service à elle qu’il se dédie.
En 1966, Morin délaisse le secteur des assurances pour prendre la présidence du Conseil d’expansion économique, qu’il gardera jusqu’en 1983. Ce Conseil a pris depuis 1953 la relève de la Ligue d’achat chez nous. Dans ce regroupement de milliers hommes d’affaires qu’il connaît tous personnellement, Morin lance et dirige le journal La Prospérité (1967-1977) pour stimuler la participation des Canadiens français à la vie économique du Québec, souligner leurs réussites et promouvoir la solidarité économique comme outil de prospérité et d’émancipation nationales. Ses idées clés en ce domaine, il les martèlera toute sa vie : pratiquer l’achat local, encourager les entreprises québécoises, veiller à ce que l’épargne québécoise serve à soutenir l’économie du Québec, exiger de l’État québécois qu’il force les entreprises étrangères à se franciser et à réinvestir ici. Parmi les membres du Conseil d'expansion économique, mentionnons Bernard Tessier et sur l'exécutif l'avocat Richard Rioux.
En 1966 aussi, Rosaire Morin est nommé président de la Commission technique des États généraux du Canada français. À ce titre, il est responsable de la promotion de l'événement auprès de tous les groupes et associations du Québec et du Canada français. Il est vice-président et directeur général des États généraux, que préside l'avocat  Jacques-Yvan Morin.
À L’Action nationale, dans les années 1960, la contribution de Rosaire Morin est double : il puise dans ses réseaux, qui couvrent un si grand nombre de milieux de partout au Québec, pour recruter sans cesse de nouveaux abonnés, et, en prévision des États généraux du Canada français, il anime la section Vie des cercles d’études. Là, selon l'historienne Lucia Ferretti, il s’impose une contrainte à laquelle il ne déroge pas : jamais ses textes ne suggèrent la moindre orientation, toujours ils visent à susciter les discussions en groupe. Son travail, il le conçoit en effet comme celui d’un accoucheur : faire en sorte que la nation s’exprime, à travers la voix de tous les corps qui la composent. Le même esprit préside à la rédaction des documents préparatoires aux États généraux, publiés dans la revue en 1967. Les questions à l’étude sont documentées, les solutions appartiennent à la nation.
Dans les années 1970 et 1980, Rosaire Morin s'engage dans nombre d'organismes économiques et éducatifs. Il est membre de la Société nationale de fiducie de 1976 à 1980  et membre de la Société de développement industriel du Québec de 1977 à 1981. De 1978 à 1984, il est au Conseil supérieur de l'éducation, dont il préside la commission d'éducation des adultes de 1980 à 1983. Membre de la Fondation Lionel-Groulx à partir de 1967, il est un de ses administrateurs de 1972 à 1995 inclusivement. Il occupe un poste de conseiller à la Vice-présidence de l'information à Hydro-Québec de 1985 à 1988. Au cours des ans, grâce à l'appui de Pierre Péladeau, il publie dans le Journal de Montréal des cahiers spéciaux et des chroniques sur la vie économique du Québec.
Membre de la Ligue d'action nationale depuis 1958, il prend la direction de la revue L'Action nationale en 1981 brièvement, puis de 1988 (d'abord avec Gérard Turcotte, puis seul) jusqu'à sa mort en avril 1999. Il est aussi président de la Ligue d'action nationale de 1990 à 1993. Dans le contexte de la montée du mouvement indépendantiste à partir des jugements de la Cour suprême du Canada contre la loi 101 en 1988 et de l'échec de l'Accord du lac Meech en 1990, Rosaire Morin donne une impulsion considérable à cette revue. Il renouvelle le comité de rédaction, il attire des centaines et des centaines de plumes parmi les dirigeants d'une multitude d'organismes de la société civile de partout au Québec, il emmène à la revue jusqu'à 4000 abonnés, il en rétablit les finances, il augmente le format de chaque numéro : il mène le combat indépendantiste sur tous les fronts.  Le Québec est pour lui « un pays à portée de main ». 
Les résultats du référendum de 1995 lui sont une blessure en plein cœur. L'homme s'interdit le découragement, mais pas la colère. Contre le néolibéralisme qui enrichit les plus riches et appauvrit les plus pauvres ; contre les grands décideurs de la finance canadienne qui, dit-il, aspirent la richesse du Québec et ne lui retournent pas grand-chose ; contre le pouvoir fédéral de Jean Chrétien et de Stéphane Dion, qui a entrepris d'asphyxier financièrement l'État québécois et procède en accéléré à ce qui lui paraît être l'enfermement du Québec ; contre le gouvernement québécois de Lucien Bouchard et son obsession du déficit zéro ; contre le Québec inc., qui lui semble oublier sa responsabilité économique et sociale envers les Québécois. Pour rendre cette colère utile, Rosaire Morin lance alors son dernier grand chantier: une étude sur la fuite de l'épargne québécoise hors du Québec, enquête qu'il conduit à partir du printemps 1996. Pour lui, le déficit zéro pourrait être atteint bien plus rapidement et plus moralement que par des compressions dans la solidarité sociale: par un changement d'approche de l'épargne, canalisée pour assurer le développement économique du Québec plutôt que d'enrichir les concurrents canadiens et étrangers des Québécois. La pauvreté et l'exclusion sociale, particulièrement celle des jeunes ainsi que le sous-développement des régions lui paraissent plus que jamais intolérables. Le directeur de L'Action nationale y exprime de nouveau une des convictions les plus profondes depuis ses jeunes années : l'avenir du Québec, comme société et comme nation, dépend de la maîtrise de son épargne collective. Il meurt à l'hôpital le 14 avril 1999 en rédigeant justement un autre de ses articles sur l'épargne. 

## Hommages
En 1997, la Société Saint-Jean-Baptiste de Montréal remet à Rosaire Morin sa plus haute décoration, sa grande médaille Bene Merenti de Patria.
En 1998 lui est décerné le prix Jean-Olivier Chénier.
En 1999, il est fait chevalier de l'Ordre national du Québec.
Au lendemain de sa mort, survenue le 14 avril 1999, tous les grands journaux, parfois même en éditorial,, soulignent la disparition du "père des États généraux et de l'éminence grise des nationalistes". Dans l'encart détachable aussitôt ajouté au numéro d'avril de la revue L'Action nationale, Robert Laplante, directeur de la Ligue d'action nationale et son collaborateur depuis déjà quelques années à la revue, écrit :

« L’Action nationale est en deuil. Monsieur Rosaire Morin est décédé. Notre revue, le Québec tout entier, viennent de perdre un grand bâtisseur. Il aura connu le destin des grands précurseurs : il est mort aux portes de ce ‘pays à portée de main’ pour lequel il avait un amour si ardent et qu’il aura servi avec une droiture exemplaire. Homme d’action véritable, il savait le pouvoir des idées. Intellectuel rigoureux, il connaissait les impératifs de l’action et pratiquait avec le génie du virtuose l’art de l’organisation, celui qui peut donner forme et puissance aux idéaux. Il a consacré sa vie au service d’un très grand rêve, celui de voir un jour son peuple libre, indépendant et fier d’offrir au monde entier sa contribution, sa part d’humanité. »

Puis, dans le numéro de mai, la revue publie trente pages de messages de condoléances reçues sur celui qui, en attendant que le jour se lève sur un Québec souverain, ne saluait à toute heure que par son célèbre « Bonsoir ! »
Depuis 2011, la Ligue d'action nationale décerne annuellement le prix Rosaire-Morin à un militant ou une militante indépendantiste qui a travaillé significativement au développement de la conscience nationale des Québécois.
Le fonds d'archives Rosaire Morin est conservé au centre d’archives de Montréal de la Bibliothèque et Archives nationales du Québec.

## Ouvrages de Rosaire Morin
Auteur prolifique, Morin a publié près de 2 000 articles, entre autres, dans le journal La Prospérité, le Journal des affaires, ainsi que dans L'Action nationale et dans le Journal de Montréal. Il a écrit aussi plusieurs livres parmi lesquels :
- Rosaire Morin, L'immigration au Canada, Montréal, éditions de L'Action nationale, 1966, 172 p.
- Rosaire Morin, Le statut particulier, une illusion. Faut-il confier à d'autres l'avenir des Canadiens français?, s.l. [Montréal], s.ed., 1967.
- Rosaire Morin, Réalité et perspectives économiques. Faut-il confier à New York l'avenir des Canadiens français?, Montréal, Les éditions de L'Action nationale, 1967.

- Rosaire Morin, Le gros bon sens. S'attaquer aux vrais problèmes du Québec, Montréal, Libre-Expression, 1981, 260 p. Dans ce livre sont reproduits soixante-dix des éditoriaux qu'il a écrits dans Le Journal des affaires en 1979-1980. Les thèmes variés touchent à l'économie québécoise et proposent des moyens pour que les Québécois, collectivement, en soient les propriétaires dans une plus grande proportion.
- Rosaire Morin, Le Québec, un pays à portée de main, L'Action nationale, 84, 10, décembre 1994, 589 p. https://numerique.banq.qc.ca/patrimoine/details/52327/3531915
- Rosaire Morin, La déportation québécoise. Les fonds mutuels, L'Action nationale, 86, 8, octobre 1996, 197 p.https://numerique.banq.qc.ca/patrimoine/details/52327/3531935
- Rosaire Morin, Les assurances au Québec, L'Action nationale, 1997, 87, 3, mars 1997, p. 88-170. https://numerique.banq.qc.ca/patrimoine/details/52327/3531940
- Rosaire Morin, Le jugement dernier et l'avenir du Québec. Le jugement de la Cour suprême,  L'Action nationale, septembre 1998, supplément, 64 p. https://numerique.banq.qc.ca/patrimoine/details/52327/3531954

## Citations
Rosaire Morin aimait souvent citer cette pensée de Félicité Robert de Lamennais. Celle-ci ouvre notamment son enquête sur l'épargne dans le numéro de novembre-décembre 1997 de L'Action nationale (p. 3):

« Quand même vos espérances auraient été trompées non seulement sept fois, mais septante fois sept fois, ne perdez jamais l'espérance. »

Sa conviction la plus profonde s'exprime dans le même numéro (p. 414):

« Nous avons le choix de bâtir le pays du Québec »